# Wingene
Wingene est une commune néerlandophone de Belgique située en Région flamande dans la province de Flandre-Occidentale. Au premier janvier 2025 la commune de Wingene entre en fusion avec la commune avoisinante de Ruiselede en gardant le nom de Wingene pour la nouvelle entité.

## Géographie

### Sections de la commune
| # | Section        | Superf. (km2) | Habitants (2020) | Habitants par km2 | Code INS |
| - | -------------- | ------------- | ---------------- | ----------------- | -------- |
| 1 | Wingene (I)    | 45,47         | 8 436            | 186               | 37018A   |
| 2 | Zwevezele (II) | 23,07         | 5 986            | 259               | 37018B   |
| 3 | Ruiselede (d)  | 30,62         | 5 368            | 175               | 37012    |

### Localités
Dans le paysage rural entourant Wingene se trouvent deux villages et paroisses : Sint-Jan (Wingene) (III) et Wildenburg (IV). À l'est de Zwevezele se trouve le hameau et la paroisse de Hille (V), qui est quasiment rattaché à l'agglomération de Zwevezele.

### Carte

Wingene, communes fusionnées et voisines. Les zones en jaune représentent les agglomérations.

### Communes limitrophes
- a. Ruddervoorde (hameau de Baliebrugge)
 (commune de Oostkamp)
- b. Hertsberge (commune de Oostkamp)
- c. Beernem (commune de Beernem)
- e. Schuiferskapelle (ville de Tielt)
- f. Tielt (ville de Tielt)
- h. Egem (commune de Pittem)
- h. Koolskamp (commune de Ardoye)
- i. Lichtervelde (commune de Lichtervelde)

## Héraldique
|  | La commune possède des armoiries qui lui ont été octroyées le 26 mai 1987. Ce sont celles de la famille Haverskerque qui a possédé les deux domaines de Wingene de 1607 à 1687 et de Zwevezele de 1634 à 1784. Aucune autre famille n'a possédé les deux domaines. Wingene et Zwevezele utilisaient tous deux des sceaux avec les armoiries des seigneurs à l'époque, mais elles n'avaient ni leur propre symbole ni leurs propres armoiries. Les armoiries précédentes avaient été octroyées le 15 octobre 1823 et à nouveau le 12 août 1838. Blasonnement : D'or à la fasce de gueules Source du blasonnement : Heraldy of the World. |

## Démographie

### Évolution démographique: avant la fusion des communes
- Sources : INS, Rem. : 1831 jusqu'en 1970 = recensements, 1976 = nombre d'habitants au 31 décembre[3].
- 1920 : scission de Hertsberge en 1919.

### Évolution démographique: commune fusionnée (1977-2024)
En tenant compte des anciennes communes entraînées dans la fusion de communes de 1977, on peut dresser l'évolution suivante :
- Source : DGS, de 1831 à 1981 = recensements population ; à partir de 1990 = nombre d'habitants chaque 1er janvier[4].

### Évolution démographique: commune fusionnée (depuis 2025)
En tenant compte des anciennes communes entraînées dans la fusion de communes de 2025 on peut dresser l'évolution suivante :
- Source : DGS, de 1831 à 1981 = recensements population ; à partir de 1990 = nombre d'habitants chaque 1er janvier[4].